# 和弓

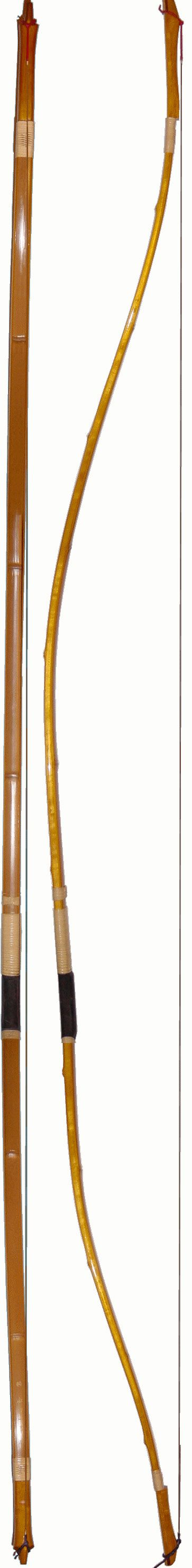
竹弓

和弓（わきゅう）とは、日本の弓道・弓術およびそこで使用される長弓の弓を指す。また「和弓」とは洋弓（アーチェリーの弓）に対する語。日本の弓の特徴は、長さが2メートル以上もある長弓であるということと、弓幹の中央よりも下を握って使用することの二点である。古来は大弓（だいきゅう、おおゆみ）と呼ばれており、全長およそ2メートル以上のものを指した。現代では全長は七尺三寸（約221センチメートル）が標準とされている。これ以外に半弓（六尺三寸）や、より短いものも存在する。一般的には複数種の素材を積層させた複合弓「ラミネーテッドボウ」に分類される。
なお、和弓において、弓を製作する人のことを弓師、矢を作る人は矢師、ゆがけ（手にはめる手袋）を作る人はかけ師と呼ぶ。

## 特徴

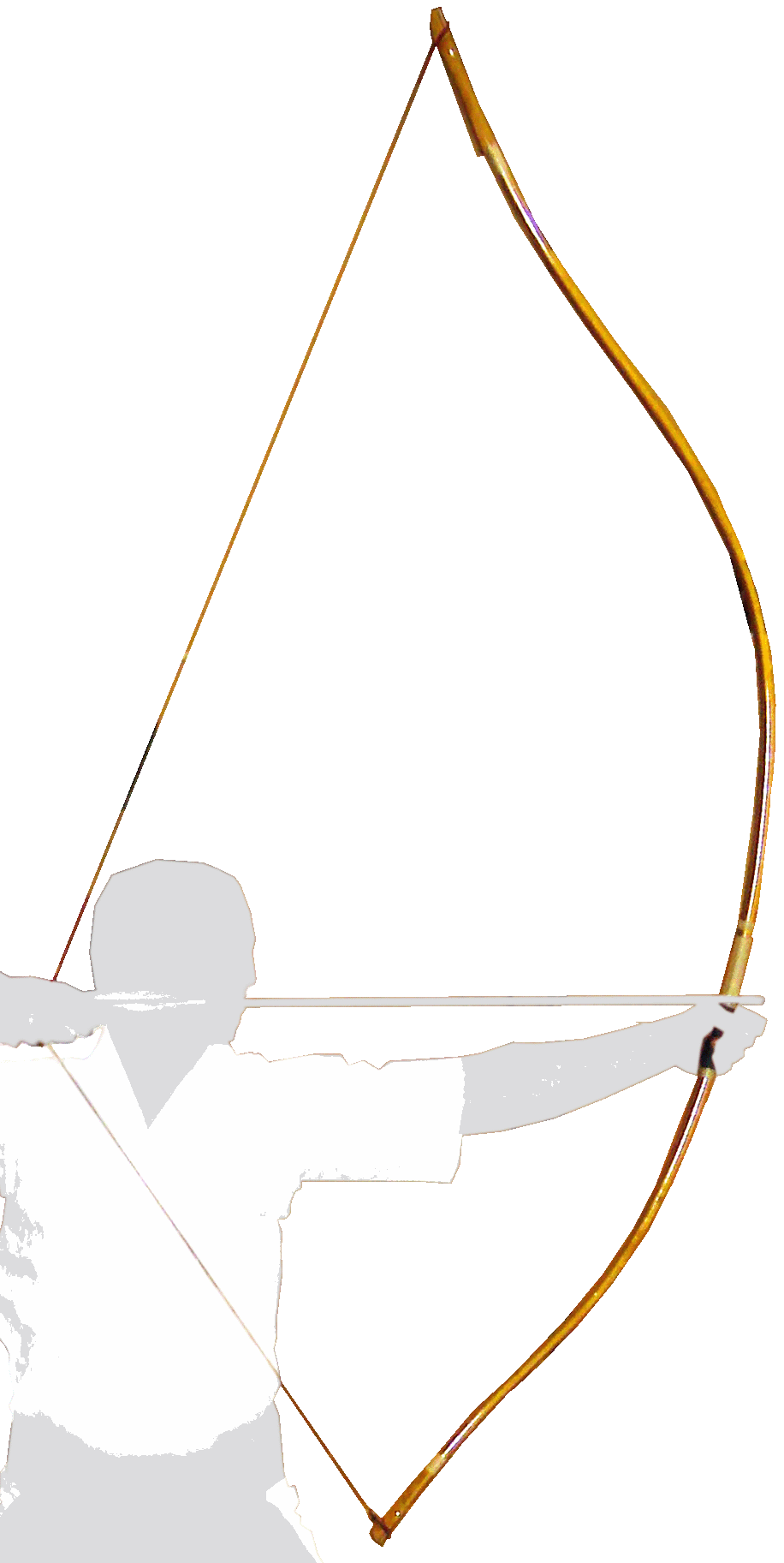
和弓を引いたイラスト

洋弓が全長160センチメートル前後、弓の中心を把持しハンドル、リム等にパーツが分かれている構造なのに対し、和弓は全長が標準で七尺三寸（約221センチメートル）、下から約5分の2、弓の中心から見て下部寄りを把持し（上長下短）、下から上まで全長に亘ってひと繋がりの構造となっている。全長だけ見れば和弓は世界最大級の弓である。
上長下短の構造は一見バランスが悪いように思えるが、経験的にメリットが知られており、世界的にも珍しくない。逆に上短下長の弓を使う民族もある。
握りの位置が丁度弓の震動の節にあたり、持ち手に来る振動が少ないという利点がある。また高度な技術ではあるが、上下の長さの差から来る弓の上下の反発力の違いを利用し、矢の飛び方に変化（飛距離を出す、鋭く飛ばす等）を付けることができる。
また一説では、弦を張った状態の弓を矢を番える位置で上下に分けると長さの比率が黄金比になると言われており、そのことも美しさの所以とされている。
弓は原則として左手（弓手）に持ち、矢は弓の右側に番え（洋弓は左側）、右手に弽（ゆがけ）を挿して（はめて）引く。取り掛けは右手親指根辺りで弦を保持し、筈を人差し指根で抱え込むように保持する蒙古式を取る（洋弓は人差し指〜薬指で弦を保持する地中海式）。上から大きく引き下ろし、最終的に右手が右肩辺り、弦が耳の後ろに来るまで大きく引く。
なお、弓本体の右側に矢をつがえて放つという構造上、そのまま矢を放てば矢は弓本体に阻まれ、狙いは右に逸れてしまうが、弓手の手の内の働きにより弓は反時計回りに素早く回転する。射手の技量の度合いによるが完全に弓手の手の内が働くと弓は180度以上回転し、これを「弓返り」(ゆがえり)と言う。但し放った後に弓が回転しながらも握り革より下に落ちる場合は弓手の手の内の働きは不十分かつ、緩く弓を握っているだけであり、正しい弓返りとは言わない。また弓返りすることで弦が矢に接触している時間が長くなり、矢はより加速されるという。
日本の武士は長弓を騎乗時にも使ったが、馬上では難度が高く、特に馬手（右手）側を狙うのは容易ではなく、長弓を馬上で扱う技術は日本以外では発展しなかった。これに対し、モンゴルなどの騎射を主体とした騎馬民族の多くは馬上で扱いやすい短弓を使っていた。

## 定義
弓の全長は直線距離ではなく、弓の曲線に沿った長さを測る。すなわち、素材そのものが持つ長さである。標準とされている七尺三寸は「並寸（なみすん）」と言い、七尺五寸（約227センチメートル）を「伸び寸（のびすん）」或は「二寸伸び（にすんのび）」、七尺七寸（約233センチメートル）を「四寸伸び（よんすんのび）」、七尺（約212センチメートル）を「三寸詰め（さんすんづめ）」あるいは「寸詰め（すんづめ）」としている。それぞれ射手の体格や身長から来る矢束の長さに適した長さの弓を選ぶ必要があり、一般的には矢束85センチメートル程度までは並寸、90センチメートル程度までは伸び寸、95センチメートル程度までは四寸伸び、80センチメートル以下で七尺とされている。
全日本弓道連盟では、「弓の長さは221センチメートル（7尺3寸）を基準とし、射手の身長または競技の種類により若干の長短を認められる。…握りの位置は弓の上部から約3分の2のところにあることを要す。矢摺籐の長さは6センチメートル以上。弓には照準のための装置や目印をしたり、類似のことをしてはならない。」としている。競技性を考慮した規定をある程度定めてはいるが、同時に「弓道の用具はまだ完全に均一化されていないため…また、用具の充分な性能発揮のためにも各個の工夫、愛着も必要である。それは伝統的な弓道理解のための一助ともなる…」として、先人が培ってきた一律に定義付けできない和弓の多様性を一部で認めている。
握りの位置は弓の上部から約3分の2とされるが、厳密には5分の3あたりにある。

## 威力
和弓は世界的に見ても大型の弓であり、矢も長くて重いため射程は短くなるが、武器としての威力は高い。「ナショナルジオグラフィックチャンネル」の番組「武士道と弓矢」の中で、ドロー・ウェイト23キログラムの和弓と、同23キログラムのイギリスの長弓(ロングボウ)の威力を科学的に比較する実験を行い、高速度カメラで撮影して検証したところ、矢の速度は両者とも34メートル毎秒で同等だが、和弓のほうが矢が長くて重いこと、和弓独特の射法のおかげで和弓から放たれた矢は安定して直進すること(イギリスの長弓から発射された矢は、飛行中わずかに斜めに曲がる)などの理由により、威力は和弓が勝るという結果になった。具体的には、人体の密度を再現した銃弾テスト用のジェルブロックを的として矢の貫通力を比較したところ、イギリスの長弓の矢が25センチメートルの深さまで刺さったのに対して、和弓の矢は30センチメートル刺さった。
また、筑波大学教授であり日本武道学会弓道専門分科会会長他を務める森俊男が行なった実験では、全日本弓道連盟五段の人物の放った矢は15メートル先の水の入ったブリキのバケツ、厚さ9ミリメートルの木材3枚を貫通するなどし、空中に吊した厚さ1ミリメートルの鉄板を火花を散らせつつ数センチメートル射貫き、また厚さ1.6ミリメートルのフライパンをも2センチメートル程度射貫く威力を見せた。この実験に用いた弓は、22キログラム（矢尺90センチメートルの時）。この文献には矢の性能諸元は明記されていないが、2005年現在の平均的な射手の場合、矢の初速は60メートル毎秒（216キロメートル毎時）程度であると述べられている。

## 構造

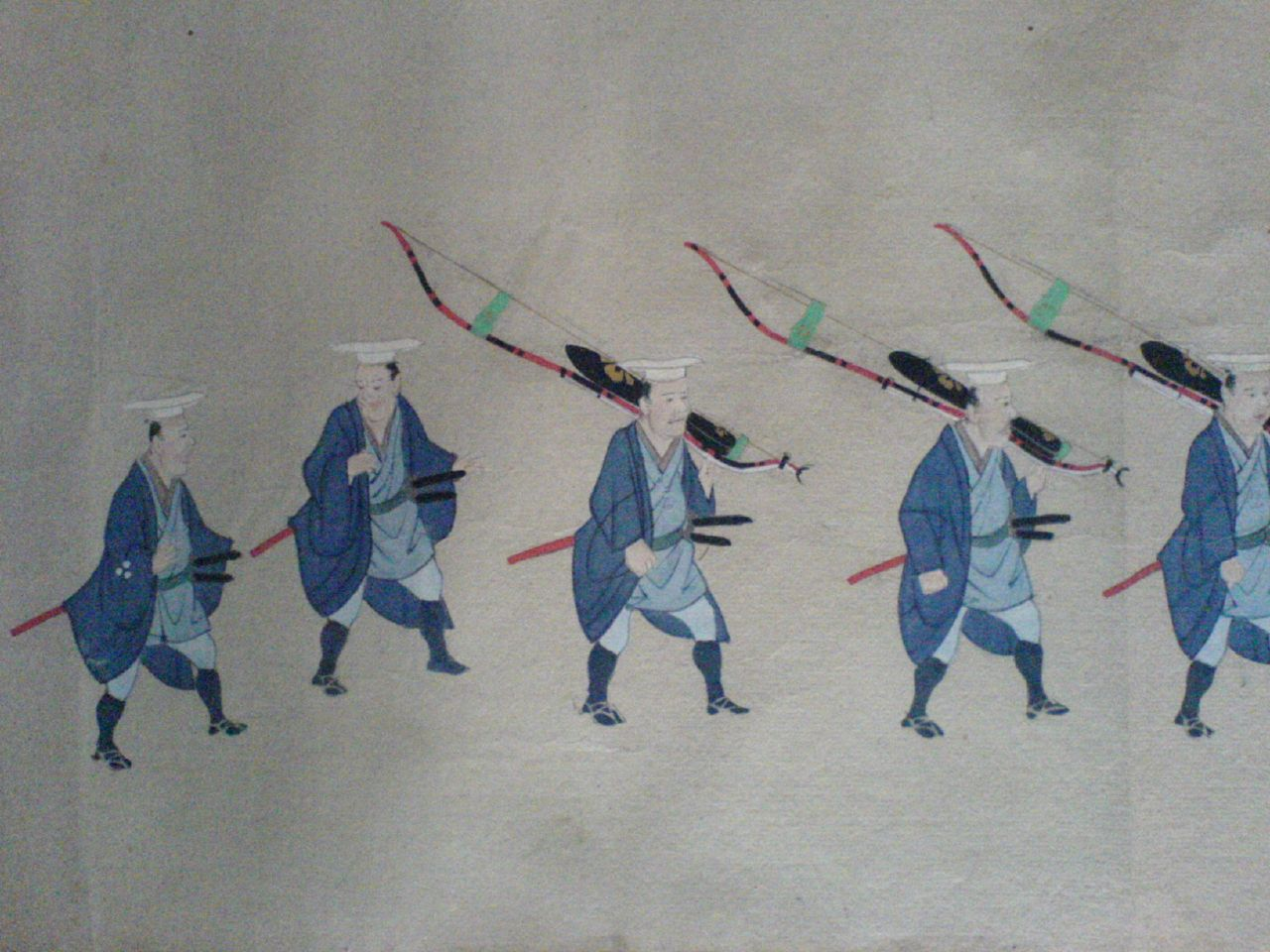
身長を超えた長さの弓を抱えた武士。

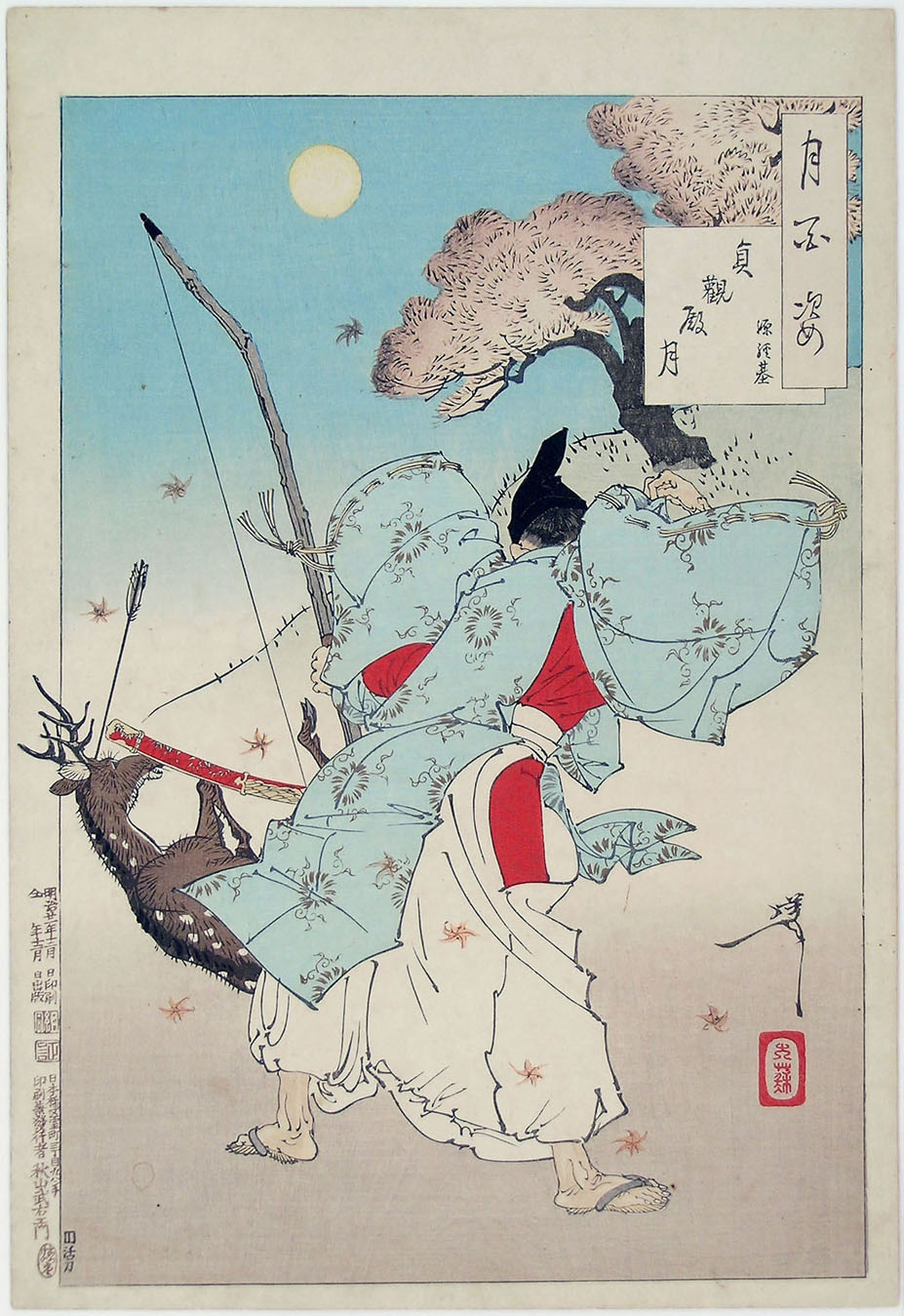
弓で鹿を仕留める源経基を描いた『貞観殿月』（月岡芳年「月百姿」）

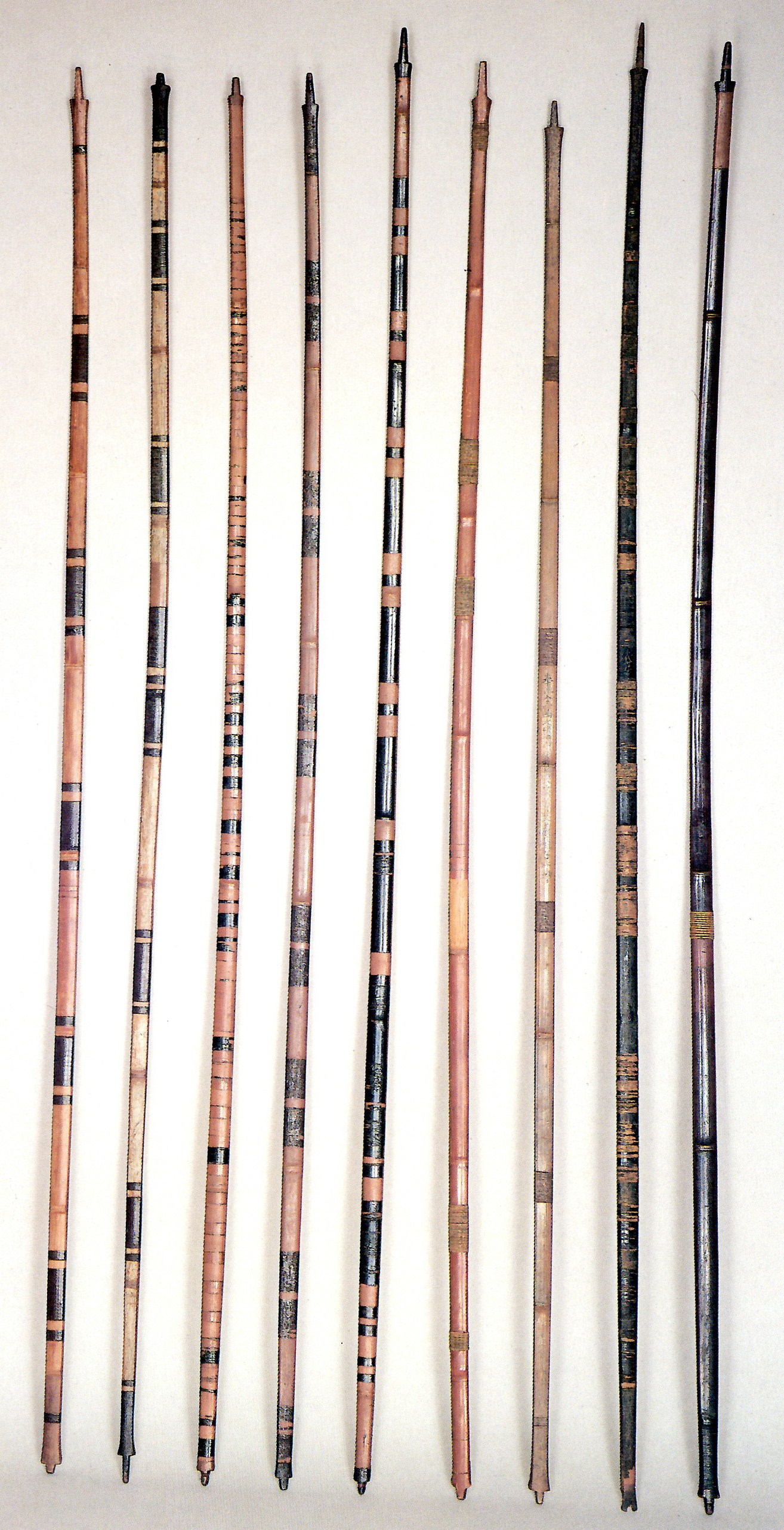
大山祇神社所蔵の中世和弓（鎌倉 - 南北朝時代、重要文化財）右より、赤漆塗重籐弓、黒漆塗二引重籐弓（正中二十一年針書銘）、塗籠所糸巻弓（貞治二年墨書銘）、吹寄籐弓、黒漆塗二引重糸巻弓、塗籠二引樺巻弓、塗籠重糸巻弓、塗籠匂糸巻弓（2張）

### 反り
和弓は全体的に滑らかな曲線を描くが、その独特の曲線で構成された弓の姿を成りと言う。弓に弦を張った状態での姿を張り顔・成り、充分に引いた時の弓の姿を引き成り、弦を外した状態では裏反りと呼び、それぞれ弓の性格や手入れする際に見る重要な要素である。
和弓は基本的に5つの成り場で構成される。下から小反り、大腰、胴、鳥打ち、姫反りと呼ばれ、5カ所それぞれの反発力の強弱バランスによって張り顔は成り立ち、また弓の性能を引き出している。弓の張り顔には江戸成り、尾州成り、紀州成り、京成り、薩摩成り等と呼ばれる産地毎の特徴や、それを作る弓師によってもそれぞれ特徴がある。また射手の好みや癖、材料の個体差から来る要因から弓の成りは一定ではなく、一張り毎に少しずつ張り顔は違う。
和弓は弦を手前に弓幹を向う手に見た時に上下真っ直ぐな直線ではなく、矢を番える辺りで弦が弓幹の右端辺りに位置するよう僅かに右に反らされている。この弦が弓の右端に位置する状態を入木（いりき）と呼び、矢を真っ直ぐ飛ばすために必要な反りとなっている。逆に弦が弓の左に来るような状態は出木（でき）と呼ばれ、これは故障の部類に入り調整が必要となる。

### 造り
伝統的な竹弓は基本的に三層構造をしており、弦側から内竹（うちだけ：前竹〔まえだけ〕ともいう）・中打ち（なかうち）・外竹（とだけ）と呼ばれ、中打ちを芯材に、内竹、外竹で前後から挟み合わせた形となっている。中打ちはさらにヒゴと呼ばれる黒く焦がした短冊状の竹を数本横並びに重ね合わせ、さらにその両脇を木で挟み込んでいる。完成品の弓の横脇には前竹、外竹に挟まれた形で木が見える形になり、この木を側木（そばき）と呼んでいる。
竹弓を製作する際、和弓独特の反りを出すために、接着剤を塗布した内竹、中打ち、外竹をそれぞれ重ね、全体を「藤蔓」で等間隔で巻いていき、そして紐と竹の間に竹製の楔を100〜200本前後打ち込みながら材料を圧着しつつ撓らせていくことで弓の反りを付ける。これを由来として和弓を製作することを「弓を打つ」と表現される。
竹弓は引くことにより、中打ちを芯として外竹が引き延ばされ、内竹が圧縮され内外竹がスプリングのような働きをすることで弓としての反発力を得ており、側木や竹の性質、中打ちのヒゴの焦がし様やヒゴの数によって弓の性格が大きく変わってくる。このことから外竹は白色のまま、内竹は白〜色が付くほど、ヒゴは黒く焦げるほどに火を入れ、それぞれの部位に合わせた素材の性質を引き出しているのが一般的な竹弓である。弓力（弓の強さ）は、弓の厚みを薄く、または厚くすることで概ね調節される。

### 素材
竹弓の素材には一般的に真竹、黄櫨（ハゼノキ）がよく使われる。真竹は三年竹と呼ばれる芽が出てから2年〜3年目の竹を選び、さらにその中から節間、節の高さ、直径、曲がり等条件に合うものだけが選ばれる。竹の刈取りは秋〜冬に掛けて竹が一番乾燥している時期に行われる。刈り取った竹は、1年以上寝かされた後、火に掛け油脂分を拭き取り、弓の材料となる。中には真竹以外の竹をヒゴに使用したり、前竹に煤竹を使用したもの、紋竹、胡麻竹等の紋竹を主に鑑賞目的で使用したものもある。
黄櫨は堅く弾性に優れていることから側木に適した素材とされ、古くから使用されている。黄櫨以外にも　紫檀、黒檀等唐木を使用したものも数は少ないが存在する。黄櫨には稀に木肌に杢が出ることがあり、縄目杢、縮み杢、鳥眼杢、鶉杢等、基本的に華美な装飾を嫌う和弓の中で自然が魅せる美として映り、紋竹と合わせて珍重されている。しかし近年、国産の黄櫨は減少し既に入手が困難になりつつあり、将来的な資源の枯渇が懸念されている。
竹弓の素材に竹を張り合わせる接着剤も弓の性格を決める重要な要素である。現在の主流は合成接着剤であるが、伝統的には弓独自に使われる膠（ニカワ）と呼ばれる鹿皮原料の膠が使われており、合成接着剤を使用した弓よりも手入れは難しいが引き味が柔らかい・寿命が長い、冴えが良い等とされる。また鰾膠を使用した弓はニベ弓と呼ばれ、上級者の間で珍重されている。

## 由来

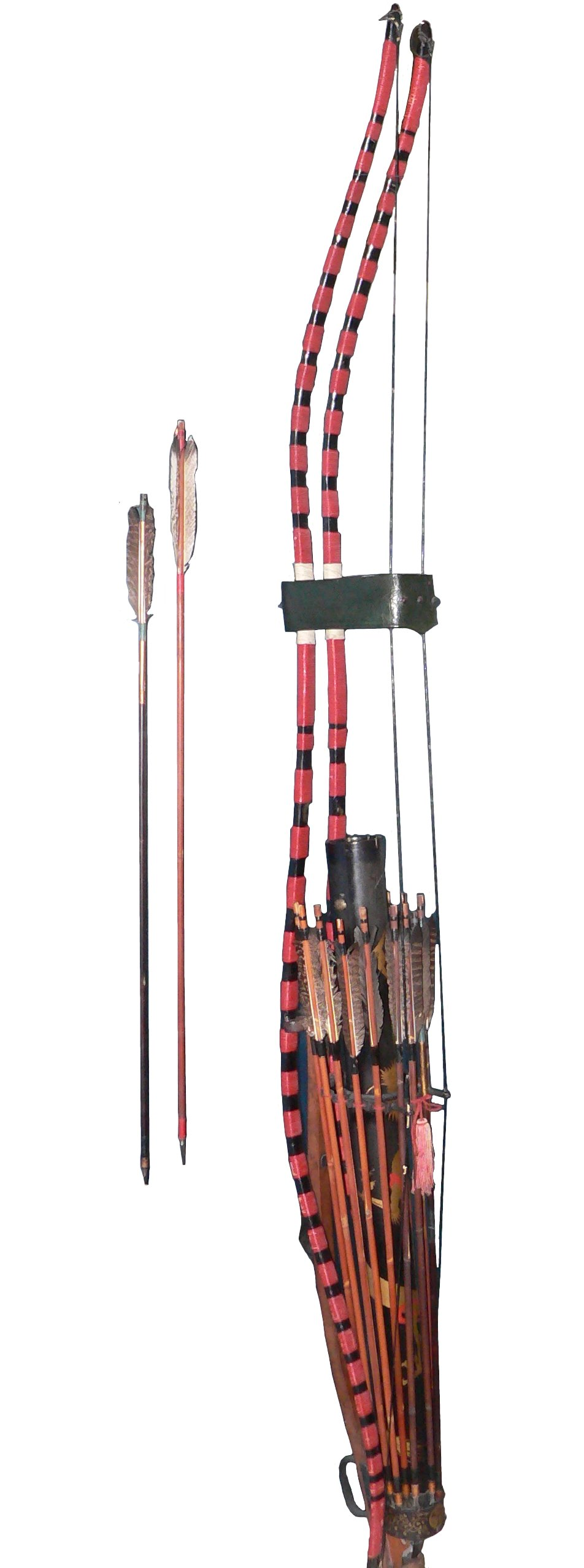
江戸時代の弓矢（和弓）

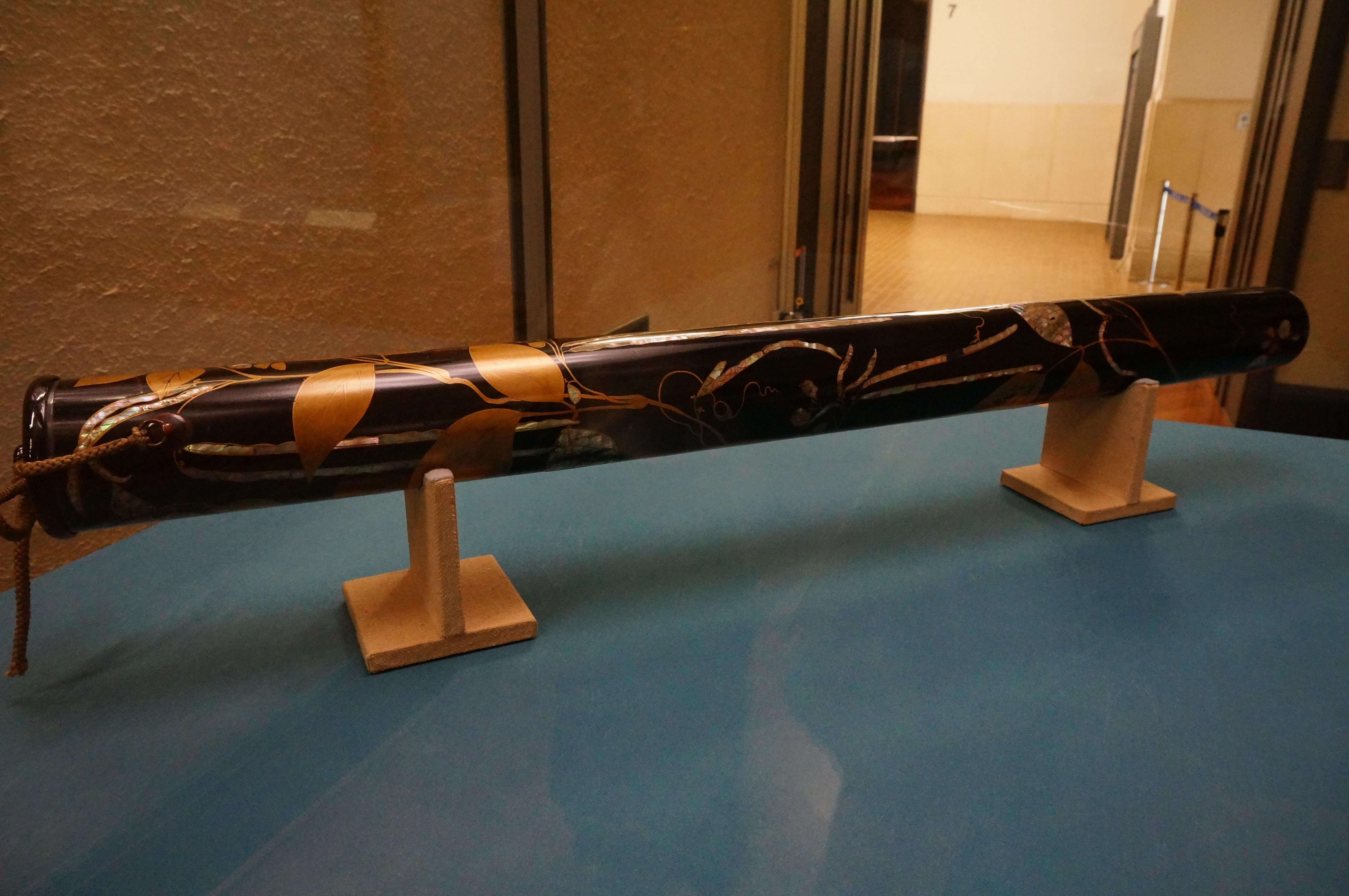
豇豆（ささげ）蒔絵矢筒、江戸時代、18世紀、東京国立博物館蔵

和弓の全長は江戸期より七尺三寸（約221センチメートル）が標準と定められているが、これは世界の弓の中でも最長の長弓である。
和弓がなぜこのように長大になり、また中間より下を把持するという独特の握り方をするようになったかは未だはっきりと解っていない。推察されている理由を以下に挙げる。
- 日本で手に入れやすい素材が植物性のものであったこと。木や竹はしならせ過ぎるとやがて破綻を生じ、またしなり癖も付くが、弓の全長を長く取ることで全体的なひずみ量を少なくし、より多くの矢数に耐えられるようにした。その結果耐久性と威力を求めて、現在の形になった。
- 上記理由に合わせ、古来の弓は木から削り出した単一素材であり、根元が下に、梢側が上に来るように弓を持つが、木素材の弾性率が梢側より根元の方が高いため、上下の撓りのバランスを取るために中間より下側を握るようになった。
- 戦時、歩兵は身を屈めながら、身分ある武士は騎乗で弓を引くため、下が長いと地面、あるいは馬に弓が当るため邪魔になる。そのため真ん中より下部を握るようになった。
- 日本では古来弓は神器として考えられ、畏敬の念や信仰により長大になった。現在でも弓を使った神事は多く見られる。
- 弥生時代より長弓の伝統があったという説があり、古墳時代の副葬品に長さ2m以上の弓が現れた。3メートルを超す弓も存在し、正倉院には2.4メートルに及ぶ弓も保存されている。
- また、鎌倉時代から江戸期までは七尺五寸が標準であった。
- 日本には古より大弓と呼ばれる2メートルを超す長尺の弓から半弓に分類される短い弓等、長さ、武芸用途、遊戯用途、植物素材、動物素材、様々な弓があった。その中で最も威力があり武士に好まれたのが大弓で、大弓を用いた射術も発展し現在に至り、弓道として残った。つまり時代毎の用途や好みによる選択的な歴史淘汰の結果である。
- アジア太平洋地域の長弓の分布はオーストロネシア語族の拡散域と重なり、朝鮮半島南部へ伝わり百済の武器となり、この弓矢を日本が取り入れ、対高句麗・新羅への共同戦に備えて武器を統一したという説もある[8]。この和人の長弓に対し、古代東北の蝦夷は騎乗時に扱いやすい短弓（夷弓）を用い、長弓化しなかった[8]。
- 一般的ではないが鉄製の弓も存在している[9]。『百合若大臣』の主人公は八尺六寸の鉄弓を用いて活躍する。

### 歴史
原始の弓[縄文時代初期：紀元前1万3000年頃〜 ]
弓は人類史上、石鏃が発掘されていることから石器時代から存在することがわかっているが、日本では縄文時代からである。当時の弓は主に狩猟用途で使われており、狩猟生活するには欠かせない生活道具であった。弓は木（イヌガヤ）から削り出した単一素材で、補強のために樹皮や麻を巻き締め漆で固めた弓もしばしば見られる（考古学的にはこの時代の弓も「丸木弓」と呼称している）。漆塗りの弓には装飾が施されたものもあり、祭祀目的で使われていた形跡も見られる。最大でも全長1.5m、また材質が木材であることから完全な形で発掘されることは少なく、当時の弓の全体像はわかっていない。
丸木弓（まるきゆみ）[弥生時代：紀元前5世紀頃〜 ]
弥生時代に入ると、殺傷目的の戦闘弓としても用いられるようになり、より高い威力、飛距離を求めた改良が行われた。出土弓では、上長下短、下部寄りを把持するようになったことが分かり、弦を掛ける弓の両端が弦を縛り付ける形から現代に通じるシンプルな凸型形状になり、弦の掛け外しが容易になった。長いものでは、大阪府亀井遺跡出土弓では全長1.5mの弓、土器・銅鐸に描かれている絵には全長2mの長尺の長弓が見られる。
魏志倭人伝の倭人に関する記述に「兵器は……木弓を使用し、その木弓は下部が短く、上部が長くなっている。」という一節がある。
長大弓の出現
古墳時代に、丸木弓だが威力を高めた現在の和弓の特徴に近い長弓が現れた（正倉院御物、古墳副葬品の弓、長さ2m以上）。これらには弱い裏反り（弦を外した時）も導入されており、原始和弓と呼ばれる。このような長弓が新たに現れた原因は、朝鮮半島南部（百済）と大和朝廷とが共同し、高句麗・新羅と戦う際の武器の統一のため、日本へ長弓を取り入れたとの説がある。
ただし古墳副葬品を除く出土弓は、引き続き1.5mほどであり、その後の飛鳥・奈良時代も同様である。
長大弓の定着
平安時代初期以降の治安悪化にともない、攻防において武器の威力増大が志向された（長弓化など）。

また枕詞として和歌にも詠まれた「梓弓」のように、神事や儀式の鳴弦（弓の弦を打ち鳴らして穢れを祓うまじない。ゆみづるうち、鳴弦の儀）に弓が用いられるなど、単なる武器を超える精神的な意味を持つ道具となる。
伏竹弓（ふせたけゆみ）[平安中期：10世紀頃〜 ]
木と竹を張り合わせた複合弓が登場する（長さ2m以上）。以降、和弓と呼ばれる。また「武士」の誕生もこの頃で、騎乗で和弓を使う高度な騎射戦闘術を磨き、家芸とした（弓馬）。
三枚打弓（さんまいうちゆみ）[平安後期：12世紀頃〜 ]
木芯の前後に竹を張り合わせたもの。丸木、伏竹からくる発展的な作り。源平時代前後辺りとされる。
四方竹弓（しほうちくゆみ）[室町中期：15世紀 - 16世紀頃〜 ]
木芯に四方を竹で囲んだ作り。時代的には戦国時代に入る前後あたりとされる。
弓胎弓（ひごゆみ）[戦国時代後期 ]
これまで弓胎弓の完成を江戸初期とする説が有力だったが、小田原城跡から15〜16世紀の漆塗り弓胎弓が出土したことから、戦国時代後期までに完成していたことが判明した。（詳細は構造欄参照）。江戸初期は通し矢競技が盛んに行われた。藩の威信を掛けた競技のため、弓、矢、弽（ゆがけ）の改良、開発が盛んに行われた。当時培われた技術が現代の弓具制作の礎となっていると言っても過言ではない。現在使われている弽（ゆがけ）の原型の発祥もこの頃のことかと思われる。
グラスファイバー弓・カーボンファイバー弓[昭和42年〜 ]
1967年（昭和42年）7月、オランダ・アメルスフォートで開催された第24回アーチェリー世界選手権大会に、全日本弓道連盟から唯一和弓選手として派遣された宮田純治選手が、アーチェリー選手と最長90mの距離を飛ばし的中を競う為、内竹・外竹の代わりにアメリカから輸入した反発力の強いグラスファイバーFRP（Fiber Reinforced Plastic）を使用した和弓を開発し、同大会に使用したのが起源（月刊「秘伝」2012年11月号 参照 ）。同氏が、1972年（昭和47年）にミヤタ総業株式会社を設立し、グラスファイバー弓の製造販売を開始。のちにカーボンファイバーFRPを使用した弓も開発、販売する。その他現在、グラスファイバー弓、カーボンファイバー弓の製作メーカー・ブランドとして、タカハシ弓具(肥後蘇山、ハイカーボン肥後蘇山)、小山弓具(直心、鵠心)、大洋弓具製作所(粋、凛)等が存在する。

### 竹弓の産地
かつて竹弓（鰾弓・ニベ弓）は全国で生産されていたが化学素材製品の弓が普及するにつれ生産数は減っている。成り（弓の反り姿）によって京成・江戸成を標準として以下のように大別される。
- 京成（京都）・江戸成（江戸）：上成りと下成りを中心として湾曲している。
- 加州成（加賀）：上成りが京成よりも上部にある[13]。
- 尾州成（尾張）：上成りが下がり、小反が少なく姫反が強いが額木と弦は離れている。
- 紀州成（紀伊）：成りが下がり、小反が少ない。
- 薩摩成（薩摩）：上成り・下成りが大きく湾曲していて胴が強い。
  - 都城大弓：薩摩の流れをくむ都城大弓は全国生産の９割を占め平成6年に伝統的工芸品に指定されている[14][15][16][17]。

主な弓師（屋号）
- 柴田勘十郎：京弓
- 小山雅司：江戸弓
- 桑畑正清：都城大弓、伝統工芸士
- 小倉紫峯：都城大弓、伝統工芸士
- 楠見蔵吉：都城大弓、伝統工芸士
- 南﨑寿宝：都城大弓、伝統工芸士
- 横山黎明：都城大弓、伝統工芸士
- 菊永泰道：都城大弓、伝統工芸士

## 各部名称

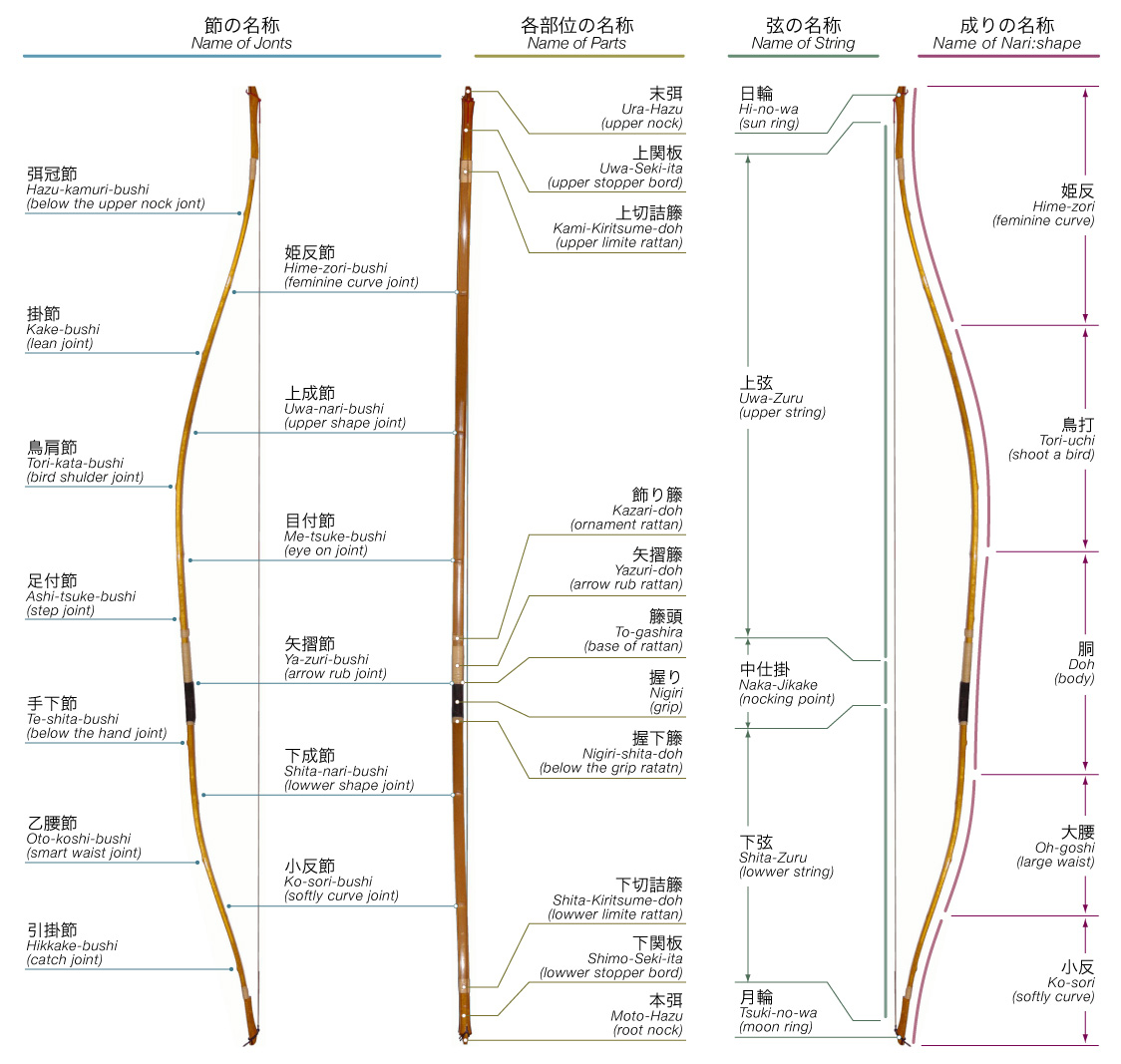
各部名称

弭（はず）
弓の両端にある凸形状の弦をかける部分で、上に来る方を末弭（うらはず）、下に来る方を本弭（もとはず：「元弭」とも書く）と呼ぶ。由来は弓の下を竹の根元側、上を梢側に向けるため、上が末、下が本（元）となることから。矢の筈（はず）と区別するため、弓弭（ゆはず）とも呼ばれる。
関板（せきいた）
弓の内側の上下端に10数センチメートル〜20数センチメートル程度、内竹を上下から塞き止め挟む形である。末弭側を上関板（うわせきいた）或は額木（ひたいぎ）、本弭側を下関板（しもせきいた）と呼ぶ。材質は側木にも使われる黄櫨が一般的だが、弓の性能に最も影響が少ない部分であるためか木材の選択範囲は比較的広く、鑑賞や好みで唐木、鉄刀木、黒柿等稀少な銘木が一部で好まれている。
切詰（きりつめ）
関板と内竹の境目を切詰と呼ぶ。補強の為切詰の上から数センチ程、幅2〜3ミリメートル程の細い籐を巻く。この籐を「切詰籐（きりつめどう）」あるいは「鏑籐（かぶらどう）」と呼び、上関板の方を「上切詰籐（かみきりつめどう）」、下関板の方を「下切詰籐（したきりつめどう）」と呼ぶ。
矢摺籐（やずりどう）
握りのすぐ上、握り革と接する形で巻かれる籐。一文字、面取籐、平籐、奴籐、杉成り、等籐の形状から数種類ある。矢が弓を擦らないよう保護のために巻かれるが、狙いの目安を付ける部分でもある。矢摺籐の最下段、矢が接する部分を「籐頭（とがしら）」と言い、また矢摺籐を巻く際はここから巻き始める。現在、試合等では弓道連盟の規定により6センチメートル以上の高さが必要だが、かつては流派により巻き様式があった。
握り（にぎり）
「弣*弓へんに付（ゆづか）」「弓束（ゆづか）」とも。その名の通り、弓を握る部分。矢摺籐と接する形で握り革を巻く。手の内の当る重要な部分で、柔らかく吸湿性のある鹿革を巻く。
弦（つる）
弓の間に張った丈夫な紐或は糸状のもの。伝統的な麻弦は 麻・苧麻（カラムシ）等を原料に、繊維をこより薬練（くすね：「天鼠」とも書く）を塗る、もしくは染み込ませ補強したもの。弦の両端は弓に掛けるため弦環を作るが、環は独特な縛り方をする。現在はケプラー、ザイロン、アラミド繊維等の合成繊維製の弦が主流。近年アーチェリー用のストリングを和弓用に改良した弦も現れた。